# 必殺! (セガサターン)
『必殺!』（ひっさつ）は、1996年にバンダイビジュアルから発売されたセガサターン用アクションゲームである。
同時期劇場公開の映画『必殺! 主水死す』とタイアップしている。

## 登場キャラクター
- 念仏の鉄 - 骨外し。必殺技は長い旅で得た念力波。
- 三味線屋の勇次 - 三味線の弦を飛ばし、敵を殺す。必殺技は、数人を纏めて殺せるようになっている。
- 飾の秀 - 相手に簪を刺して殺す。必殺技は、簪(かんざし)を投げて、相手を貫通する。
- 中村主水 - 刀で相手を切り付ける。必殺技は、刀から衝撃波を飛ばす。

## ステージ
- 1面「狂った男の恨み文字」
- 2面「主水女の心配する」
- 3面「階段を見付けたのは秀」
- 4面「南蛮の薬は何でも治すのか？」
- 5面「南蛮無用」